# 오유충
오유충(吳惟忠, ?년 ~ ?년)은 임진왜란 당시의 명나라의 장수로, 절강 성 의조 현 출신이다. 1593년에 파병된 우군 유격장군으로, 제4차 평양 전투에서 부총병으로 활약하였으며, 정유재란에는 충주를 지키는 임무를 맡았다. 고령의 그는 전쟁이 끝나자, 관직에서 물러나 고향에서 말년을 보냈다.

## 같이 보기
- 제4차 평양 전투